# هیلی ۶۶۴۷۹
سیارک ۶۶۴۷۹ (به انگلیسی: 66479 Healy، نامگذاری:1999RQ33) شصت و شش هزار و چهارصد و هفتاد و نهمین سیارک کشف شده‌است که در ۴ سپتامبر ۱۹۹۹ کشف شد.